# Player versus environment
Player versus environment, abbreviato in PvE, in inglese letteralmente "giocatore contro l'ambiente", è un termine usato nei videogiochi multigiocatore per indicare uno stile di gioco in cui il personaggio controllato dal giocatore combatte contro gli avversari controllati dal computer, piuttosto che contro gli altri giocatori, sebbene questi siano presenti. 
Viene usato anche il termine player versus monsters (PvM), "giocatore contro i mostri", quando gli avversari sono di questo tipo.
In contrapposizione al PvE, il player versus player (PvP, giocatore contro giocatore) si riferisce allo scontro ed al confronto con altri personaggi giocanti.
Spesso PvE indica la modalità di gioco di un gioco di ruolo in rete multigiocatore (MMORPG), legata all'interazione con le aree esplorabili, allo svolgimento delle missioni suggerite dalla trama, ed allo scontro con i nemici controllati dal computer (i mob) del gioco stesso. Il PvE si può discostare dalla modalità giocatore singolo, che è una modalità di gioco offline, per la differenza derivata dall'intelligenza artificiale, che nel PvE online è collocata in un server di gioco, oltre alla possibilità di giocare con più persone contro il computer.  
Il PvE permette la crescita del potenziale del personaggio, nonché l'avanzamento nella storia stessa del gioco. Infatti, gran parte dei giochi online presentano un gameplay incentrato nelle prime fasi di gioco su una struttura prettamente PvE, soprattutto perché i nemici possono essere bilanciati per livelli di difficoltà in base all'esperienza del videogiocatore. Inoltre la trama del videogioco tende a svilupparsi in ambito PvE, grazie all'introduzione di storie e avventure, come i Mob, bilanciate sia in difficoltà che per i premi.
L'acronimo PvE si può allargare anche ad altri tipi di videogioco: oltre ai MMORPG il PvE è presente nei videogiochi MMORTS, strategici in tempo reale e nei videogiochi MMORPS, sparatutto in soggettiva e oggettiva dove solitamente i nemici vengono denominati bot al posto di mob. Inoltre, anche nei più semplici giochi da tavolo e d'azzardo online possono essere presenti "giocatori" controllati da un computer.
Il PvE può essere di due tipi: solo e cooperativo (co-op). Il solo è una modalità PvE dove il giocatore deve avanzare nella sua missione, completando gli obiettivi senza l'aiuto di nessuno e prevalententemente combattendo contro il computer. La modalità in co-op è un PvE basato sulla presenza di altri videogiocatori che si aiutano a vicenda per completare le missioni. La squadra in "gergo" dei videogiocatori prende nome di party nel caso di un MMORPG e di team nel caso di un MMORPS.